# Anvil Is Anvil
| Совокупная оценка    | Совокупная оценка |
| Источник             | Оценка            |
| -------------------- | ----------------- |
| Metacritic           | 68/100            |
| Оценки критиков      |                   |
| Источник             | Оценка            |
| Blabbermouth         | 7/10              |
| Consequence of Sound | B                 |
| Metal Hammer (GER)   | 5/7               |
| TeamRock             | [ 6 ]             |

Anvil Is Anvil — шестнадцатый студийный альбом канадской хэви-метал группы Anvil, выпущенный 26 февраля 2016 года. Это первый альбом Anvil с басистом Крисом Робертсоном.

## Список композиций
Слова и музыка всех песен — Стив Кудлоу и Робб Райнер.
| №   | Название                                               | Длительность |
| --- | ------------------------------------------------------ | ------------ |
| 1.  | «Daggers and Rum»                                      | 5:26         |
| 2.  | «Up, Down, Sideways»                                   | 3:19         |
| 3.  | «Gun Control»                                          | 4:22         |
| 4.  | «Die for a Lie»                                        | 3:17         |
| 5.  | «Runaway Train»                                        | 3:40         |
| 6.  | «Zombie Apocalypse»                                    | 4:22         |
| 7.  | «It's Your Move»                                       | 3:30         |
| 8.  | «Ambushed»                                             | 3:22         |
| 9.  | «Fire on the Highway»                                  | 4:35         |
| 10. | «Run Like Hell»                                        | 3:07         |
| 11. | «Forgive Don't Forget»                                 | 2:40         |
| 12. | «Never Going to Stop» (Digipak bonus track)            | 4:09         |
| 13. | «You Don't Know What It's Like» (Japanese bonus track) | 3:31         |

## Участники записи
Anvil
- Стив «Липс» Кудлоу[англ.] — гитара, вокал
- Крис Робертсон — бас-гитара
- Робб Райнер — ударные

Производство
- Мартин «Маттес» Пфайффер — продюсер, звукоинженер, микширование
- Holger Thielbörger — редактирование
- Джейкоб Хансен — мастеринг в Hansen Studios, Рибе, Дания